# Fantasy (dišava)
Fantasy je ženska dišava Elizabeth Arden in hkrati tudi drugi parfum Britney Spears. Slogan oglaševanja dišave je bil »Vsi jo imajo« (»Everybody has one«).
V Združenih državah Amerike je dišava izšla 15. septembra 2005, in sicer eno leto po zelo uspešni prejšnji dišavi Britney Spears, »Curious«, ki je zaslužila več kot 30 milijonov $ v prvih treh mesecih od izida.
- Izdelki, ki so bili na voljo za nakup:
  - 100 mililitrska steklenička parfuma
  - Lotion »Work Your Magic«
  - Barvni komplet »Look My Way«[1]
  - Dišava »Cast a Magic Spell« in dodatna šminka[2]
  - Manjši komplet parfumov[3]

- Štiridelni darilni set, ki je bil na voljo samo preko uradne spletne strani Elizabeth Arden in nakupovalnega centra Macy's, vključuje:[4][5]
  - 100 mililitrska steklenička parfuma
  - 100 mililitrska steklenička lotiona »Work Your Magic«
  - 100 mililitrsko tekoče milo »Caught in a Spell«
  - Lipglos v tubi

Dišavo Fantasy je ustvaril Jim Krivda, sestavljajo pa jo vonji rdečega ličija, zlate kutine, kivija, jasmina, bele čokolade, mošusa in orhideje. Nameravali so oblikovati dišavo, ki bi dišala sadno, sladko, po beli čokoladi in skoraj neopaznim cvetličnim vonjem.
Steklenička, imenovana Fuchsia, je poznana predvsem po pravih kristalih Swarovski, vgraviranih v stekleničko in plastični obroč. Leta 2008 so izdali tudi stekleničke brez kristalov Swarovski in na vseh parfume Fantasy zamenjali obročke s kristali s plastičnimi obročki brez slednjih. Nato so izdali nadaljevanje dišave, imenovano Hidden Fantasy, ki na obročku nikoli ni vključeval kristalov Swarovski. Kristalov po vsej verjetnosti niso vključili na stekleničko zaradi težav z lepilom, ki se je pri višjih temperaturah pričelo topiti. Veliko ljudi, ki je dišavo kupilo, je to po določenem času tudi ugotovilo. Kristali so se namreč pričeli premikati in lepilo se je lepilo vsepovsod.
Televizijski oglas za dišavo Fantasy je Britney Spears posnela v Los Angelesu, režiral pa ga je Bille Woodruff. V njem se je pojavil tudi igralec in fotomodel Nick Steele, v ozadju pa so predvajali pesem »Breathe on Me«.

## »Midnight Fantasy«
Nadaljevanje dišave, imenovano »Midnight Fantasy«, je izšlo decembra 2006 v izbranih trgovinah in mesec dni kasneje povsod drugod. Steklenička je bila temno modre barve, za razliko od originala, ki je bil rožnat. Darilni set vključuje 100 mililitrsko stekleničko parfuma, 100 mililitrski lotion za telo in lipglos. Dišava Midnight Fantasy ima vonj črne češnje.
Dišavo Midnight Fantasy so opisali kot sladko, čustveno, sadno in žensko. Ima vonj po črnih češnjah, slivah, orhidejah, frezijah, mošusu in jantarju.
V decembru 2006, tik po izidu, se je parfum prodajal izredno dobro. Kakorkoli že, zaradi dogodkov v zasebnem življenju Britney Spears januarja 2007 je prodaja zelo upadla in veliko ljudi je že nakupljene parfume celo vrnilo. Poleg tega je konec leta 2006 za vsaj 17% upadla prodaja vseh zvezdniških parfumov, ki so tistega leta skupaj zaslužili le 140 milijonov $, zaradi česar »čas ne bi mogel biti slabši«, kot je napisala Holly M. Sanders.
Aprila 2007 je Britney Spears nadaljevala s promocijo parfuma, in sicer s tekmovanjem v fotografiranju. V elektronskem sporočilu, ki ga je poslala svojim oboževalcem, jih je prosila, naj »delijo, kaj se zgodi, ko ura odbije dvanajst« in ob tisti uri posnamejo razne slike s svojimi prijatelji. Prosili so, naj slike ne vsebujejo »golote, opolzkosti ali nasilja«.

## »Hidden Fantasy«
Kasneje, januarja 2007, so izdali še eno nadaljevanje parfuma, imenovano »Hidden Fantasy«. Dišavo so opisali kot »zapeljiv parfum, pri katerem se vse vrti okoli izražanja različnih skritih strani ženske.« V trgovinah so bile na voljo 30, 50 in 100 mililitrske stekleničke rdeče barve z rožnatimi kristali, ki »simbolizirajo ljubezen, ženskost in toploto«, kot prejšnja dva. Darilni set je vključeval 50 mililitrsko stekleničko s parfumom in 100 mililitrski lotion za telo.
Parfum je oblikoval Rodrigo-Flores Roux, ki je delal tudi na dišavi Hilary Duff, With Love... Hilary Duff. Parfum vključuje vonje pomaranče, grenivke, mandarine, jasmina, lilije, citronke, vanilije, jantarja in sandalovine.
Dišava ima skrito temo, uporabljeno v imenu (»Hidden«), sloganu in opisu. Poleg dišav »Believe« in »Curious« je bila prikazana tudi v videospotu za pesem »Circus«

## »Circus Fantasy«
Dišava Circus Fantasy je dišava, ki jo je oblikovala Elizabeth Arden in oglaševala Britney Spears. Parfum je izšel septembra 2009. Dišavo je navdihnil album Britney Spears, Circus in njena turneja The Circus Starring Britney Spears. Steklenička je enake oblike kot steklenička dišave Fantasy, samo da je svetlo modre barve in ima rdeče kristale. To je prva dišava, ki jo je Elizabeth Arden ustvarila po vzoru glasbenega albuma. Darilni set vključuje 50 mililitrsko stekleničko s parfumom, 100 mililitrski lotion za telo in 8 mililitrski lipglos. Dišavo sestavljajo vonji maline, potonike, marelice, lotusa, orhideje, vanilije in mošusa.
Dišavo so prikazali v videospotu za pesem »3«.
V Avstraliji so v sklopu promocijske pogodbe s podjetjem Myer za omejen čas v izbranih trgovinah kupci dišave zraven zastonj prejeli še CD z remixom pesmi »Circus« in pesmijo »Kill the Lights« iz albuma Circus.